# Министерство культуры Республики Молдова
Министерство культуры Республики Молдова (рум. Ministerul Culturii al Republicii Moldova) — одно из 14 министерств Правительства Республики Молдова. Было создано 27 мая 1953.
В 2017 году в рамках правительственной реформы в Молдове, Министерство культуры было переименовано в Министерство образования, культуры и исследований, в которое вошли Министерство образования и Министерство по делам молодёжи и спорта.
В 2021 в ходе реорганизации правительства, вновь стало самостоятельным ведомством, выделенным из состава министерства образования, культуры и исследований.

## Руководство
- Министр — Сергей Продан
- Генеральный секретарь — Анна Варзарь
- Госсекретари — Андрей Кистол и Владимир Ворник

## Министры
| Имя                          | Срок                             | Должность                  | Примечания               |
| ---------------------------- | -------------------------------- | -------------------------- | ------------------------ |
| Сергей Продан                | с 6 августа 2021                 | министр культуры           | и. о. 10—16 февраля 2023 |
| Моника Бабук                 | 30 мая 2013 — 26 июля 2017       | министр культуры           |                          |
| Борис Фокша                  | 25 сентября 2009 — 30 мая 2013   | министр культуры           |                          |
| Михаил Барбулат              | 10 июня 2009 — 25 сентября 2009  | министр культуры и туризма |                          |
| Артур Козма                  | 19 апреля 2005 — 10 июня 2009    | министр культуры и туризма |                          |
| Вячеслав Мадан               | 23 декабря 2002 — 19 апреля 2005 | министр культуры           |                          |
| Ион Пэкурару                 | 19 апреля 2001 — 23 декабря 2002 | министр культуры           |                          |
| Геннадий Чобану              | 25 января 1997 — 19 апреля 2001  | министр культуры           |                          |
| Михаил Чиботару              | 5 апреля 1994 — 24 января 1997   | министр культуры           |                          |
| Ион Унгуряну                 | 6 июня 1990 — 5 апреля 1994      | министр культуры и религии |                          |
| Евгений Собор                | 1989—1990                        | министр культуры           |                          |
| Григорий Кушнир              | 1987—1989                        | министр культуры           |                          |
| Антон Сидорович Константинов | 1973—1987                        | министр культуры           |                          |
| Леонид ФёдоровичКулюк        | 1967—1973                        | министр культуры           |                          |
| Петру Степанович Дариенко    | 1963—1967                        | министр культуры           |                          |
| Артём Маркович Лазарев       | 1953—1963                        | министр культуры           |                          |